# 八犬傳－東方八犬異聞－
《八犬傳－東方八犬異聞－》（日語：八犬伝―東方八犬異聞―）是日本漫畫家阿部美幸所創作的日本漫畫作品。本作以《南總里見八犬傳》為原型所創作的作品。2005年起於冬水社《いち*ラキ》連載，發行單行本共13卷。後於2011年移籍角川書店，於《Ciel》重開連載。
冬水社版單行本全13卷所收錄內容（～40.5話），角川版收錄於前10卷。角川版第10卷後記提到，雖然在冬水社時是在少女漫畫雜誌連載，而移籍後的《Ciel》則以BL作品為主，但是故事走向作風不會有所變化。
於2011年10月29日發售的《CIEL TresTres》發表動畫化情報，並於2013年1月起播出。2013年7月起播出第二季。

## 故事簡介
五年前，因為大塚村發生瘟疫，為了防止瘟疫擴散，將大塚村全部燒毀。而在此事件倖存只有信乃、莊介、濱路等人。他們在事件過後被教會收養，只是其它村莊的人無法理解教會所為，故而排斥被收養的犬塚村倖存者。某日信乃收到教會的傳票要他去帝都一趟，甚至是不惜派出五狐誘拐濱路，而所有的跡象都顯示那跟下落不明的村雨，以及從那天起不曾長大的信乃有關。

## 登場人物
※聲優為電視動畫版 / 廣播劇CD版。
犬塚信乃（聲：柿原徹也 / 朴璐美）
八犬之“孝”字明珠持有者。右臂有牡丹痣、一頭紫色短髮，目前是妖刀“村雨”的持有人。
大塚村事件的倖存者之一。伏姫(玉梓)的兒子, 里見莉芳同母異父的弟弟。從小體弱多病，小時候為了能健康長大而遵照習俗以留長髮穿著女裝打扮生活。在大塚村事件中被妖刀「村雨」附身後，身體才健康起來，但也從那時起就停留在13歲不再生長，實際已經18歲了。
個頭很小，討厭被别人叫「小不點」、「小孩子」、「小個子」之類，手持村雨時天下無敵。大胃王，肉食主義者，爱狗一族，对与狗狗亲近的执念很深。儿时的玩伴莊介，妹妹滨路、以及自己养的狗四白是最重要的家人。
在瑞香館事件時身体因村雨的失控而恢复成18岁的模样过，是个一頭留著長髮和清秀俊朗的美少年；不過之後又恢復成13歲的模樣。
曾经认为莊介对包括其生命在内的一切都很淡泊，于是大冢村事件时强行将莊介留在世上，但只留下了莊介的一半魂魄，另一半被玉梓姬赋予肉体成为了苍。现在因为时刻面临着莊介被苍夺走一切而死去的可能，因此愿望是莊介能够活下去。
村雨（聲：岡本信彦 / 宮野真守）
附在信乃的右手腕上，有著「手持者都會死」這樣一個傳說的妖刀。當持有者即信乃外出時，會在他手腕出來，形成烏鴉。形成烏鴉時，可以跟他說話。此外，當使用此刀時，可令附近下雨。
犬川莊介（聲：日野聰 / 森川智之）
生日：12月1日
八犬之“义”字明珠持有者。后颈有牡丹痣，被伤疤截成两半。
大冢村事件的倖存者。身材高大，老氣横秋以至於完全看不出他才19歲。性格正直沉稳且温文有禮，有时腹黑，且很有“狗”緣。
在大冢村事件中曾一度死去，被信乃强行留在世间，於是選擇了和同样在事件中死去的狗四白共用一个身体而活下去，可变成四白的形态。
小时候与母亲晕倒在大冢村，被信乃的父親（大冢村村長）所救，母親去世之後，莊介也失去了晕倒在大冢村前的記憶。
平时總是像監護人一般跟随在信乃身邊，常常為信乃的“不老實”头痛不已，為了信乃可以做任何事，包括毫不犹豫的杀人。非常受狗狗们的欢迎。
曾经因为不得不时刻面临着信乃可能死亡的现实，不想生活在没有信乃的世界里。莊介的愿望是希望信乃可以維持小孩子的模樣不再長大，大冢村事件后，因为新的现状，愿望变成了希望信乃的时间流动起来。
蒼（聲：日野聰）
莊介的影子，五年前大冢村事件时信乃强行将莊介留在世上，只留下了莊介的一半魂魄，另一半則被伏姬（玉梓）赋予肉体成为了苍，因此可說是唯一和伏姬（玉梓）接觸過的人，似乎因跟伏姬（玉梓）有著某種交易而聽從其命令，但身體仍舊不完全，便在三年前殺害毛野的家人並奪走毛野的心臟，也在瑞香館事件時以願望為交換拿走妓女琥珀的左眼。
對信乃似乎有著某種程度的執著，打算在讓自己的身體完全時帶走信乃，便於某次與信乃接觸時奪走莊介的“义”字明珠；劍技高超到連毛野和天狗一族的葉月都不敵，因而在彌奈姬事件時重創前來尋仇的毛野並擄走信乃，雖在莊介的介入下以失敗告終，但也因而得到命命。
濱路（聲：高垣彩陽 / 小林沙苗）
大冢村事件的幸存者。长相甜美可爱，髮色似乎因為家族关系因此為紫紅色。信乃的义妹，小时候被信乃的父母收养而成为犬冢家养女，从小在信乃和莊介的呵护下长大，其实是犬山道节失散多年的妹妹。
本名為睦月。因为家族的关系对草药很在行（吗?），擅长杀人料理，泡的药茶具有致命的奇特味道，但治病效果似乎很好，其本人平时也喜欢研究草药（尤其是毒药）。
信乃和莊介是重要的家人，对于他人说信乃和莊介不好的话，会给予相当优雅而犀利的毒舌反击。
目前住在帝都，喜欢尾崎要，愿望是当一名医生，现在正在女子学校学习医学。十五岁，漫画33话中有提到。
犬飼現八（聲：前野智昭 / 大川透）
生日：10月20日
八犬之“信”字明珠持有者。右颊上有牡丹痣。
宪兵队队长。身材高大，脸蛋英俊霸气，在帝都里有很多粉丝。
三年前在北部村庄事件中，曾一度死于食人鬼之手，后因为强烈求生的愿望，被食人鬼附身并共存，可变成食妖鬼雷神，且为不死身。
在前往解决北部村庄事件时，相恋多年的未婚妻沼藺去世，原本痛不欲生的现八在食妖鬼事件后得知真相方才释怀。
最近因为喜欢上信乃而被怀疑有恋童癖倾向，目前的人生奋斗目标是努力存钱并等待信乃快点长大，因为被看做有猥亵儿童的可能而被小文吾重点看管。
犬田小文吾（聲：寺島拓篤 / 中井和哉）
八犬之“悌”字明珠持有者。牡丹痣在他的背部右下靠近臀部的地方。
本为酒家“古那屋”的公子，实被老板娘随意差遣。个性认真敦厚，是现八的开裆裤兄弟。
于三年前的北部村庄事件中，有着同现八一样的遭遇，在战争中一起变成不死之身，并成为食妖鬼风鬼。
其本人既体贴又强壮，现在就缺女朋友（据小文吾自己说）。曾把毛野當成女的，在摸過他的胸時才得知是男兒身。
从北部村庄回来后，一直担心现八因为姐姐沼兰死去而一蹶不振，食妖鬼事件后才如释重负。
但现在随时可能走向犯罪的现八成了小文吾新的精神负担。
犬阪毛野 / 旦開野（聲：三宅淳一）
生日：12月19日
八犬「智」字明珠持有者。牡丹痣在左胸。
曾被蒼奪去心臟，臨死之際被妖怪夜叉姬看上，被给予其自身的心臟，並被納入其樂師隊伍中，成為招牌舞姬旦開野。
為報滅家之仇而練就一身好劍法。首次遇見莊介因誤以為是蒼而出手重創莊介，不過在信乃跟九重（夜叉姬）的勸阻下才收手，之後和九重（夜叉姬）樂師隊都落腳在古那屋。
和信乃、現八遇見蒼時不知為何無法出手，之後便於每晚都外出尋找蒼。聽聞妖怪狩獵的事件時，跟蹤和現八會合的信乃、莊介及小文吾，信乃為要回莊介的“义”字明珠而獨自前去找蒼時便一路尾隨在後，果然再度遇見蒼，但因不敵而遭重創，也間接導致信乃被擄，不過在莊介的介入下此事才算告終。
犬山道節（聲：三木真一郎 / 疋田高志）
八犬「忠」字明珠持有者，濱路失散多年的哥哥。牡丹痣在左肩上。
身材高挑，臉蛋英俊霸氣，在帝都里有很多粉絲。差點凍死，後因為強烈求生 想要見到失散多年的妹妹並且守護她的願望，被雪姬(雪女)附身並共存，可變成『妖、鬼、神』，且為不死身。
曾在前往找尋失散妹妹的旅途時，與犬川莊介和犬塚信乃在火車上碰過。
犬村大角（聲：津田健次郎）
八犬「禮」字明珠持有者。牡丹痣在右腳。
面相凶恶，但作品却十分细致可爱，性格認真，是一名人偶師。
有一個義妹雛衣，養父是有名的人偶師犬村儀清，養母則是與大冢村事件的病相同方法死去。
因儀清的人偶一直沒有完成，便和來取人偶的信乃認識，在待了半年的緋之塚及信乃的幫助下，終於釐清自己跟養父的嫌隙。
目前搬到帝都，在帝都當人偶師。
犬江仁（聲：代永翼）
八犬「仁」字明珠持有者。牡丹痣在左臂。
原是人類在生命垂危時被天狗的華月所救，身體中有華月的「一半」，所以已經不是人類了，之後有一段時間被葉月照顧。
為人與天狗之子，華月是親生父親。
神隱前六歲，被神隱了十年，之後又與奶奶一同生活了六年，所以實際年齡是二十二歲。
在小學認識了信乃，和信乃相遇時是在好友章彥的事件，在信乃及莊介的陪同下前去某處懸崖時，發現被許多花草圍繞的章彥屍體。
華月的同族葉月為奪回華月的「一半」而和蒼交易，如果將仁帶至蒼身邊就還華月的「一半」，沒想到在交易時蒼突然出手，仁為保護葉月不惜犧牲自己而遭重創。「仁」字明珠也從體內掉出，葉月見狀便使計趁亂奪回仁，但因己受重傷被葉月用自己的「一半」救活；稍作休息後葉月為讓仁逃走而和追趕的蒼對峙，這才總算保住華月的「一半」，但蒼有著伏姬的力量，葉月因不敵而遭重創。
和會合的信乃及莊介一同返回時發現華月的身體化成灰，遭擊敗的葉月也被蒼擄走。
里見莉芳（聲：神谷浩史 / 成田劍）
四家之一，犬神的附体者，里见家历代犬神附体者中唯一的男性。伏姫(玉梓)的兒子, 犬塚信乃同母異父的哥哥。身材高大，相貌优雅而俊美，除了偶尔皱皱眉，任何时候都面无表情，是个不折不扣的冰山面瘫（但其实在信乃睡着时曾露出温和的笑容），并且相当我行我素。
五年前目击大冢村事件，让信乃作出选择并让信乃等人活了下来，现在正委托信乃帮忙寻找八颗明珠。
目前是信乃名义上的监护人。同时在教会担任特区的特别主席司祭工作，据说很受欢迎。
在大角家時和信乃看到里见家傳說中的公主伏姬人偶時，察覺到信乃回想起五年前大冢村事件的真相，便封印信乃的記憶使其昏迷，似乎也對信乃隱瞞著其它事件的真相。
八房
里见家的犬神，从没开口说过话。
代代選擇女性附體的祂卻選了男性的莉芳，似乎是因為外貌的關係(?)。
會親近莊介卻不讓信乃碰牠。
尾崎要（聲：浪川大輔 / 宮野真守）
四家之一，能够驱使五狐的狐神附体者。
脸蛋俊美的优雅青年，性格平易近人。尾崎要出生于家系庞大的尾崎家，曾经被正室迫害，而後五狐下诅咒而使尾崎家差点家破人亡，因此被家族畏惧和排斥。
单纯因为好奇被莉芳袒护的犬冢村倖存者，就自作主张将滨路抓来帝都，之后因为被滨路独特的性格吸引而喜欢上了滨路。
平时是个平和的人，但发起火来十分可怕。曾吃过滨路的毒药咖喱而昏倒。
五狐
分別是金狐（聲：原嶋あかり）、銀狐（聲：勝井美優）、天狐（聲：西口杏里沙）、黑狐（聲：中嶋ヒロ）、白狐（聲：德井青空）。
尾崎家的狐神，平时是十分可爱的五只狐狸，但一旦有人想要伤害要，就会十分生气。
以前尾崎家的正室想要伤害要，五狐发火，差点弄得尾崎家家破人亡。
觀月綾音（聲：明坂聰美）
四家之一，體弱的蛇神附體者，也是觀月一族最後的孩子。
白髮紅眼，身體柔弱。因蛇神的過度保護與外界接觸甚少。後來和信乃等人交往，並與濱路成為好朋友。對氣味很敏感。
靈影
蛇神，觀月家的土地神。人型姿態為年輕的女性。
本名為「響」，對綾音非常執著。與緋之塚家的貓神-楓之間關係相當惡劣。
個性是四神當中最為嚴肅的，任何人未經允許擅闖觀月家的領域，即使是其他四家附體者也會毫不留情的攻擊。
緋之塚那智（聲：藤原啟治）
四家之一，貓神附體者。
看起來很邋遢，事實上很年輕。
半年前被派往犬村家（犬村大角）拿主教预定的人偶，因制偶人去世無法完成人偶，而在犬村家待了半年。
最初并没有被猫神选中，被选中的是那智的哥哥邑织。枫为了邑织而选择离开邑织选择了他，而他一直很羡慕被枫保护着的邑织，所以在枫选择他时，他很高兴。
楓
緋之塚家的貓神，雄雌不明。個性與其他四神相比十分自來熟。
原本选择附體者的并不是那智，而是那智的哥哥邑织，但邑织看不见楓且排斥四神的宿命，才轉而選擇那智。
曾被食影怪吃了影子，而無法變回原形；感覺的到明珠但因是不完全體，在信乃的幫助下找回被吃的影子。喜歡信乃的笑容。

### 其他人物
九重（聲：進藤尚美）
原是一位公主，因遭愛人背叛並親手殺害了孩子，所以殺光城裡的人及吞噬其内臟，活生生成為鬼魅。遇到被蒼奪去心臟的毛野，把自己的心臟给了毛野，而後化名為九重，帶著以毛野為首席舞姬的樂師隊，過著流浪生活。
雪女（聲：能登麻美子）
信乃的友人，本名未知，三年前救了一度失去性命的犬山道節，歌聲很美妙，但為了救道節而失去聲音。嫉妒心很強，不允許其他女性靠近道節而造成本人困擾，也因此人類朋友只有信乃。
華月（聲：石田彰）
天狗，同時為犬江仁的親生父親，為了救一度瀕死的犬江仁而將自己的半身給了仁,之後在中大法師的攻擊加上失去半身（力量與壽命減少）而犧牲了自己的性命，但是身軀卻保留下來。
葉月（聲：森田成一）
為半人半天狗，華月的同父異母兄弟。在年幼時因意外受重傷，並被身為天狗的父親犧牲自己所救。在與華月和仁的三人時光中照顧和養育犬江仁，仁被帶走後雖然積極的尋找，卻因為中大法師的結界而備受阻饒，直到結界被信乃破壞後才找到。原本和蒼以仁為代價交易華月身軀的下落，知悉蒼的意圖後幫助犬江仁逃脫，但是自己卻被蒼擄走。
野驢（聲：潘めぐみ）
犬村大角餵養的野貓，真身為貓又，目睹大角遭親生父親鬧事刺殺，將自己的力量分給大角後力衰消失，也讓大角額頭多了可以消滅妖怪的邪眼。

## 出版書籍
冬水社
| 集數 | 冬水社         | 冬水社                 | 尚禾文化       | 尚禾文化             |
| 集數 | 發售日期       | ISBN                   | 發售日期       | EAN                  |
| ---- | -------------- | ---------------------- | -------------- | -------------------- |
| 1    | 2005年10月20日 | ISBN 978-4-88-741680-2 | 2005年12月22日 | EAN 471-1436-56249-4 |
| 2    | 2006年3月20日  | ISBN 978-4-88-741709-0 | 2006年5月10日  | EAN 471-1436-56343-9 |
| 3    | 2006年7月20日  | ISBN 978-4-88-741724-3 | 2006年8月28日  | EAN 471-1436-56433-7 |
| 4    | 2006年11月20日 | ISBN 978-4-88-741741-0 | 2006年12月22日 | EAN 471-1436-56551-8 |
| 5    | 2007年3月20日  | ISBN 978-4-88-741755-7 | 2007年5月9日   | EAN 471-1436-56619-5 |
| 6    | 2007年6月20日  | ISBN 978-4-88-741767-0 | 2007年7月23日  | EAN 471-1436-56672-0 |
| 7    | 2007年11月20日 | ISBN 978-4-88-741809-7 | 2008年1月25日  | EAN 471-1436-56799-4 |
| 8    | 2008年3月20日  | ISBN 978-4-88-741845-5 | 2008年5月27日  | EAN 471-1436-56871-7 |
| 9    | 2008年8月20日  | ISBN 978-4-88-741866-0 | 2008年10月3日  | EAN 471-1436-56978-3 |
| 10   | 2008年12月20日 | ISBN 978-4-88-741886-8 | 2009年2月26日  | EAN 471-1436-57055-0 |
| 11   | 2009年4月20日  | ISBN 978-4-88-741911-7 | 2009年5月19日  | EAN 471-1436-57117-5 |
| 12   | 2009年7月20日  | ISBN 978-4-88-741931-5 | 2009年9月14日  | EAN 471-1436-57191-5 |
| 13   | 2009年12月20日 | ISBN 978-4-88-741965-0 | 2010年4月30日  | EAN 471-1436-57295-0 |

角川書店
| 集數 | 角川書店       | 角川書店                                                |
| 集數 | 發售日期       | ISBN                                                    |
| ---- | -------------- | ------------------------------------------------------- |
| 1    | 2011年6月1日   | ISBN 978-4-04-854638-6                                  |
| 2    | 2011年6月1日   | ISBN 978-4-04-854639-3                                  |
| 3    | 2011年7月1日   | ISBN 978-4-04-854645-4                                  |
| 4    | 2011年8月1日   | ISBN 978-4-04-854662-1                                  |
| 5    | 2011年8月1日   | ISBN 978-4-04-854663-8                                  |
| 6    | 2011年9月1日   | ISBN 978-4-04-854678-2                                  |
| 7    | 2011年9月1日   | ISBN 978-4-04-854679-9                                  |
| 8    | 2011年10月1日  | ISBN 978-4-04-854693-5                                  |
| 9    | 2011年10月1日  | ISBN 978-4-04-854694-2                                  |
| 10   | 2011年11月1日  | ISBN 978-4-04-854705-5                                  |
| 11   | 2012年6月29日  | ISBN 978-4-04-120307-1                                  |
| 12   | 2013年1月1日   | ISBN 978-4-04-120547-1                                  |
| 13   | 2013年6月28日  | ISBN 978-4-04-120755-0                                  |
| 14   | 2014年11月28日 | ISBN 978-4-04-102220-7                                  |
| 15   | 2015年8月1日   | ISBN 978-4-04-103319-7                                  |
| 16   | 2017年5月1日   | ISBN 978-4-04-105297-6                                  |
| 17   | 2018年6月1日   | ISBN 978-4-04-106924-0                                  |
| 18   | 2018年12月28日 | ISBN 978-4-04-107623-1                                  |
| 19   | 2019年12月27日 | ISBN 978-4-04-108866-1                                  |
| 20   | 2020年12月28日 | ISBN 978-4-04-110914-4                                  |
| 21   | 2021年12月28日 | ISBN 978-4-04-112080-4                                  |
| 22   | 2022年12月28日 | ISBN 978-4-04-113140-4                                  |
| 23   | 2023年12月28日 | ISBN 978-4-04-114387-2                                  |
| 24   | 2024年12月27日 | ISBN 978-4-04-115315-4 ISBN 978-4-04-115314-7（特裝版） |

## 廣播劇CD
- 八犬伝―東方八犬異聞― 第壱巻 2007年9月21日發售（Marine ENTERTAINMENT）
- 八犬伝―東方八犬異聞― 第弐巻 2008年7月25日發售（Marine ENTERTAINMENT）

## 電視動畫

### 主題曲
第1季
片頭曲「God FATE」
作詞、主唱：飛蘭，作曲、編曲：河田貴央
片尾曲「String of pain」
作詞：，作曲、編曲：R・O・N，主唱：柿原徹也
第1話未使用。
第2季
片頭曲「wonder fang」
作詞、主唱：飛蘭，作曲、編曲：小山壽
片尾曲
作詞、主唱：Ceui，作曲：小高光太郎、Ceui，編曲：小高光太郎

### 各話列表
| 話數       | 日文標題 | 中文標題 | 劇本     | 分鏡              | 演出       | 作畫監督                                                      | 總作畫監督                     |
| 第1季      | 第1季    | 第1季    | 第1季    | 第1季             | 第1季      | 第1季                                                         | 第1季                          |
| ---------- | -------- | -------- | -------- | ----------------- | ---------- | ------------------------------------------------------------- | ------------------------------ |
| 第一話     |          | 境界     | 山崎光惠 | 山崎光惠          | 山崎光惠   | 瀧原美樹 山田裕子                                             | -                              |
| 第二話     |          | 人鬼     | 笹野惠   | 小島正士          | 守田藝成   | 古賀誠                                                        | 瀧原美樹                       |
| 第三話     |          | 鬼追     | 笹野惠   | 名村英敏          | 吉田俊司   | 本多美雪 高澤美佳 門智昭                                      | 瀧原美樹                       |
| 第四話     |          | 返鄉     | 笹野惠   | 名村英敏          | 西村博昭   | 松浦里美 池下博紀                                             | 山田裕子 平川亞喜雄            |
| 第五話     |          | 加護     | 中村能子 | 齋藤哲人          | 高山秀樹   | 竹内由香里 松尾真彥                                           | 平川亞喜雄                     |
| 第六話     |          | 外持     | 廣田光毅 | 畠山守            | 竹下健一   | 中本尚、齋藤美香 小林利充、松下郁子 清水勝祐                  | 瀧原美樹 平川亞喜雄 山田裕子   |
| 第七話     |          | 約定     | 廣田光毅 | 小坂知            | 西村博昭   | 今泉直子、門智昭                                              | 瀧原美樹 工藤裕加              |
| 第八話     |          | 邂逅     | 中村能子 | 小島正士          | 渡部穩寬   | 小谷杏子                                                      | 平川亞喜雄                     |
| 第九話     |          | 番人     | 山崎光惠 | 名村英敏          | 吉田里紗子   | 岡崎洋美、今泉直子 津熊健德、胡陽樹                           | 瀧原美樹 工藤裕加 平川亞喜雄   |
| 第十話     |          | 孤影     | 廣田光毅 | 安海              | 吉田俊司   | 大城美幸、今泉直子 岡崎洋美、鈴木彩子 松浦美里、森本浩文      | 瀧原美樹 工藤裕加 平川亞喜雄   |
| 第十一話   |          | 現身     | 廣田光毅 | 古島正士          | 高山秀樹   | 松下郁子、松浦里美 石川洋一、瀧原美樹 吉田和香子、津熊健德    | 瀧原美樹 工藤裕加 平川亞喜雄   |
| 第十二話   |          | 代價     | 名村英敏 | 菊地聰延          | 菊地聰延   | 安田京弘                                                      | 瀧原美樹 工藤裕加 平川亞喜雄   |
| 第十三話   |          | 宿緣     | 名村英敏 | 中村能子          | 川崎逸朗   | 伊勢奈央子                                                    | 平川亞喜雄 工藤裕加            |
| 第2季      |          |          |          |                   |            |                                                               |                                |
| 第十四話   |          | 人偶     | 笹野惠   | 山崎光惠          | 渡部穩寬   | 大和田彩乃、齊藤美香                                          | 瀧原美樹                       |
| 第十五話   |          | 迴緣     | 笹野惠   | 山崎光惠 名村英敏 |            | 今泉直子、津熊健德 岡崎洋美、松浦里美 氏家嘉宏                | 工藤裕加                       |
| 第十六話   |          | 逆流     | 中村能子 | 小俣真一          | 竹下良平   | 富谷美香、安達祐輔 松尾真彥                                   | 平川亞喜雄 日向正樹            |
| 第十七話   |          | 無明     | 廣田光毅 | 名村英敏          | 守田藝成   | 青木昭仁、清水勝祐 菊池聰延                                   | 瀧原美樹 日向正樹              |
| 第十八話   |          | 讚有     | 廣田光毅 | 後藤圭二          | 後藤圭二   | 今泉直子、平林美智大 大石美繪                                 | 工藤裕加 大和田彩乃 日向正樹   |
| 第十九話   |          | 追想     | 中村能子 | 小島正士          | 西村博昭   | 中山由美、高澤美佳 松浦美里                                   | 平川亞喜雄 大和田彩乃 瀧原美樹 |
| 第二十話   |          | 逢著     | 笹野惠   | 川崎逸朗          | 川崎逸朗   | 伊勢奈央子                                                    | 八尋裕子                       |
| 第二十一話 |          | 神隱     | 中村能子 | 名村英敏          | 中村穩寬   | 津熊健德、松下郁子 安達祐輔                                   | 瀧原美樹                       |
| 第二十二話 |          | 天巡     | 中村能子 | 小島正士          | 竹下良平   | 安達祐輔、松浦里美                                            | 工藤裕加                       |
| 第二十三話 |          | 雙月     | 廣田光毅 | 後藤圭二          | 守田藝成   | 中山由美、今泉直子 前澤弘美                                   | 平川亞喜雄 瀧原美樹 工藤裕加   |
| 第二十四話 |          | 岐路     | 笹野惠   | 名村英敏          | 西村博昭   | 村司晃英、JANG MIN HO 今泉直子、松浦里美 齊藤美香、大和田彩乃 | 瀧原美樹 平川亞喜雄 工藤裕加   |
| 第二十五話 |          | 追驅     | 廣田光毅 | 小島正士          | 渡部穩寬   | 鈴木彩子、安達祐輔 中山由美、手島典子                         | 瀧原美樹 平川亞喜雄 工藤裕加   |
| 第二十六話 |          | 命運     | 中村能子 | 斉藤哲人          | 山﨑みつえ | 山口仁七、大和田彩乃 日向正樹、胡陽樹、松下郁子               |                                |

### 播放電視台
日本深夜動畫：下文記載的日本国内播放時間使用日本標準時間（UTC+9）表示。因為部分時間标识會採用30小时制，因此請留意这类超过24:00的时间，其實際播放時間為翌日清晨。
| 播放地區   | 播放電視台 | 播放日期               | 播放時間（UTC+9）          | 所屬聯播網 | 備註              |
| ---------- | ---------- | ---------------------- | -------------------------- | ---------- | ----------------- |
| 第1季      |            |                        |                            |            |                   |
| 近畿廣域圈 | 每日放送   | 2013年1月5日 - 3月30日 | 星期六 26時58分 - 27時28分 | 日本新聞網 | Anime Shower第3部 |
| 東京都     | TOKYO MX   | 2013年1月6日 - 3月31日 | 星期日 22時30分 - 23時00分 | 獨立UHF局  |                   |
| 愛知縣     | 愛知電視台 | 2013年1月10日 -        | 星期四 25時35分 - 26時05分 | 東京電視網 |                   |
| 日本全國   | BS11       | 2013年1月12日 -        | 星期六 23時00分 - 23時30分 | 衛星電視   | ANIME+節目        |
| 第2季      |            |                        |                            |            |                   |
| 東京都     | TOKYO MX   | 2013年7月7日 -         | 星期日 22時30分 - 23時00分 | 獨立UHF局  |                   |
| 愛知県     | 愛知電視台 | 2013年7月8日 -         | 星期一 25時35分 - 26時05分 | 東京電視網 |                   |
| 近畿廣域圈 | 每日放送   | 2013年7月8日 -         | 星期一 26時58分 - 27時28分 | 日本新聞網 |                   |
| 日本全域   | BS11       | 2013年7月13日 -        | 星期六 23時00分 - 23時30分 | 衛星電視   | ANIME+節目        |

| 每日放送 Anime Shower第3部 星期六 26時58分 - 27時28分 節目 | 每日放送 Anime Shower第3部 星期六 26時58分 - 27時28分 節目 | 每日放送 Anime Shower第3部 星期六 26時58分 - 27時28分 節目 |
| ---------------------------------------------------------- | ---------------------------------------------------------- | ---------------------------------------------------------- |
|                                                            | 八犬傳－東方八犬異聞－                                     |                                                            |
| CØDE:BREAKER                                               | 科學超電磁砲S                                              |                                                            |

## 外部連結
- （日語）電視動畫官方網站 （页面存档备份，存于）
- （简体中文）爱奇艺播放专区
- （简体中文）第2季爱奇艺独播专区